# Lomens kyrka
Lomens kyrka (norska: Lomen kirke) är en kyrkobyggnad i Vestre Slidre kommun i Innlandet fylke i Norge.

## Kyrkobyggnaden
Kyrkan invigdes den 29 juli 1914 och ersatte Lomens stavkyrka, där kyrkogården hade blivit för liten. Redan 1905 hade arkitekt Holger Sinding-Larsen ritat ett utkast till kyrkan. Slutliga ritningarna framställdes av Heinrich Jürgensen, som var verkställande arkitekt. Byggnaden är uppförd av tegelsten och består av ett långhus med ingång i väster och ett kor i öster med en absid. Ovanför koret finns ett brett östtorn. I korets absid finns tre målade glasfönster av Emanuel Vigeland från 1940. I kyrkorummet finns sittplatser för omkring 200 personer.

## Inventarier
- I kyrkorummets nordöstra del bredvid koret finns predikstolen med en trappa. Predikstolens korg har fyra bildfält.
- Dopfunten har en åttakantig cuppa som vilar på en åttakantig fot.
- Orgeln är byggd 1968 av Norsk Orgel-Harmoniumfabrikk A/S.